# 서울 원각사지 대원각사비
서울 원각사지 대원각사비(서울 圓覺寺址 大圓覺寺碑)는 원각사의 창건 내력을 기록한 석비로 조선 성종 2년인 1471년에 세워졌다. 전체높이 4.7m, 비신너비 13m이며 비문은 현재 마멸이 심하여 알아보기 힘드나 그 내용은《속동문선(續東文選)》에 실려있다. 원각사는 지금의 탑골공원에 있던 절이다. 1963년 1월 21일 대한민국의 보물 제3호로 지정되었다.

## 개요
원각사의 창건 내력을 적은 비로, 조선 성종 2년(1471)에 건립되었다. 원각사는 탑골공원 자리에 있던 절로 조선시대 태조가 한양에 도읍을 정할 때 조계종의 본절로 세웠다. 조계종이 없어지자 관아로 사용되다가 세조가 간경도감에서『원각경 (圓覺經)』을 번역하고, 회암사 사리탑에서 사리를 나누어온 것을 기념하기 위하여 이곳에 다시 원각사를 짓고 10층 사리탑을 세웠다.
비는 머릿돌을 따로 얹지 않고 비몸돌 위를 두 마리의 용이 감싸듯 표현되어 있어 복고적인 형식을 따르고 있다.
비를 지고 있는 돌거북은 둔중한 몸체로 머리는 목을 표현하지 않고 앞으로 나와 있다. 등무늬는 육각형이 아닌 사다리꼴 평행세선을 새겼으며, 등 중앙에는 연잎조각을, 꼬리와 다리에는 물고기 비늘을 조각해 놓아 조선시대 조각미의 독특한 형태를 잘 보여주고 있다.
비몸돌 위로는 보주(寶珠:연꽃봉오리모양의 장식)를 드는 두 마리의 용이 조각되었으며, 조각 아래의 가운데에는 ‘대원각사지비 (大圓覺寺之碑)’라는 비의 이름이 강희맹의 글씨로 새겨져 있다.
비문은 당대 명신들이 짓고 썼는데, 앞면의 비문은 김수온, 성임, 뒷면의 추기는 서거정, 정난종이 각각 짓고 썼다.

## 원각사의 유래
원각사는 고려시대부터 있던 흥복사를 세조가 효령대군의 건의에 의해 중창한 절이다. 1466년 완공하고 1467년 원각사지 십층 석탑을 세웠다. 세조와 예종이 죽은 뒤 백제(百齊)를 원각사에서 지냈다. 성종 19년 화재로 소실된 뒤 수리하였으나 연산군 10년 불상을 끌어내리고 공자의 입석을 세웠다.
조선 후기에는 절터가 무너진 채로 두어 쇠락하였다. 19세기말 조선을 여행하였던 이사벨라 버드 비숍의 삽화에는 무너진 절터와 아이들이 타고 놀고 있는 대원각사비가 그려져 있다.

## 현지 안내문
대원각사비는 1471년(성종 2)에 세조가 원각사를 창건한 경위를 적어 세운 비석이다. 불심이 돈독했던 세조는 양주 회암사에서 분신한 사리를 보고 감동하여 1465년(세조 11) 흥복사 터에다 원각사를 지었다. 이어 1467년(세조 13)에 13층 석탑이 완성되자 연등회를 열고 낙성식을 거행하였으며 그 전후사정을 적은 비석을 조성하게 하였다. 거북이 모양의 받침돌을 만들고 그 등 위에 연잎을 새겨 비석 몸돌을 세울 자리를 만들었다. 몸돌은 머릿돌인 이수와 한 돌로 만들었다. 비석의 전체 높이는 494cm이며 거북은 화강암으로, 몸돌과 머릿돌은 대리석으로 만들었다. 당대 문장과 글씨로 이름난 사람들이 비문을 맡았다. 김수온이 앞면의 글을 짓고, 성임이 그 글을 썼으며, 서거정이 뒷면의 글을 짓고, 정난종이 그 글을 썼다. 연산군 대 궁궐에 인접한 민가를 철거하면서 원각사는 빈 절이 되었다. 근대에 들어 공원으로 변모한 이곳에는 십층석탑(국보 제2호)과 이 비석만 남아 원각사의 옛 흔적을 보여주고 있다.

## 사진

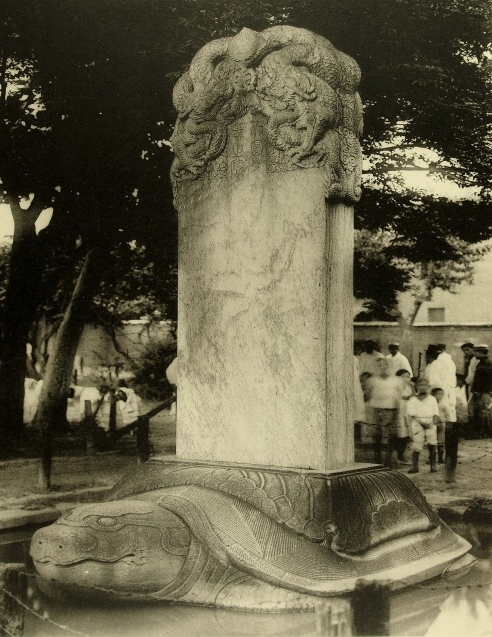
조선고적도보에 실린 대원각사비 모습
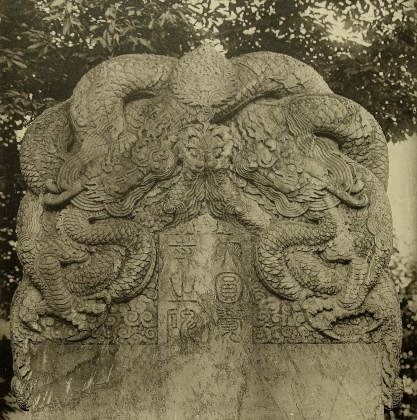
대원각사비의 머리부분(碑首)
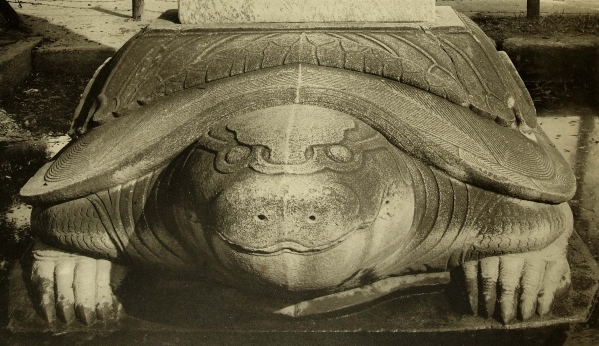
대원각사비의 거북 모양 받침돌(龜趺)

## 같이 보기
- 서울 원각사지 십층석탑

## 참고 자료
- 서울 원각사지 대원각사비 - 국가유산청 국가유산포털